# Sigurður Guðmundsson
Sigurður Guðmundsson vagy Sigurður málari (Sigurður, a festő) (Helluland, 1833. március 9. – Reykjavík, 1874. szeptember 7.) az első igazán hivatásos festő Izlandon. Sokat tett az izlandi honfoglalás ezeréves fordulója ünnepségeinek előkészítéséért.

## Élete és munkássága
Sigurður apja Gudmundur Olafsson, anyja Steinunn Pétursdóttir volt. A fiú már fiatal korában nagyon szívesen rajzolt és faragott, de a gazdálkodás iránt nem mutatott érdeklődést. Tehetségét felismerve szülei 1849-ben Koppenhágába küldték tanulni.  Rajzai ott is nagy sikert arattak a szakértők körében, és hamarosan díjmentesen tanulhatott a Dán Királyi Képzőművészeti Akadémián. Művei egyre nagyobb érdeklődést keltettek, diáktársai zseninek tartották, és számos tehetős polgár részesítette anyagi támogatásban.
Nagy hatással volt fejlődésére Niels Laurits Høyen, a kor első számú dán művészettörténésze és kritikusa, az északi nemzeti romantikus stílus híve és alakítója.
Sigurður 1858-ban költözött vissza Izlandra. Megélhetését portrék festésével, egyházi megrendelések teljesítésével biztosította, de művészileg a nemzeti romantikus témák érdekelték. Írásaiban felismerte és ostorozta az ország lakóinak sanyarú helyzetét, az óriási szegénységet. Egyik fő érdeklődési körébe tartoztak a hagyományos izlandi ruházatok, ezen belül is a női viseletek ábrázolása valamint népszerűsítése.
1861-ben Jón Sigurðsson, az izlandi nemzeti mozgalom elismert vezetője ösztönzésére megkezdte kutatásait Þingvellir környékén, az első izlandi parlament, az Alþingi hagyományos helyszínén. Méréseket végzett, rajzokat és térképeket készített, hogy a rekonstruálja a történelmi helyszínt. Különös jelentősége volt ennek a munkának az izlandi honfoglalás millenniumának, 1874-nek a közeledtével. Sigurður nagy szerepet játszott az Izlandi Nemzeti Múzeum megalapításában (1863) és működtetésében is. Sokat dolgozott az állandó izlandi nemzeti színház megteremtése érdekében is, díszleteket festett, jelmezeket tervezett. Tervekkel, javaslatokkal részt vett a főváros, Reykjavík fejlesztésében, parkosításában is.
1874 szeptemberében hosszú, súlyos betegség után hunyt el. Temetésén a nők tiszteletére izlandi nemzeti viseletben jelentek meg.

## Fordítás
- Ez a szócikk részben vagy egészben a Sigurður málari című izlandi Wikipédia-szócikk ezen változatának fordításán alapul.  Az eredeti cikk szerkesztőit annak laptörténete sorolja fel. Ez a jelzés csupán a megfogalmazás eredetét és a szerzői jogokat jelzi, nem szolgál a cikkben szereplő információk forrásmegjelöléseként.